# John Brunner
John Kilian Houston Brunner (Wallingford, Oxfordshire, 1934. szeptember 24. – Glasgow, 1995. augusztus 25.) brit sci-fi regényíró. 1968-as regénye, a Stand on Zanzibar (magyarul Zanzibár címmel jelent meg, 2015-ben), elnyerte az 1969-es Hugo-díjat a legjobb sci-fi regény kategóriában. Ugyancsak 1969-ben megkapta a BSFA díjat. A The Jagged Orbit című regénye 1970-ben kapta meg a BSFA díjat.

## Élete
Brunner Preston Crowmarsh-ban született, ami közel van Wallingfordhoz, Oxfordshire-ben (Nagy-Britannia). Iskolája a St Andrew's Prep School volt, Pangbourne-ben, majd a Cheltenham College. Első regényét, a Galactic Storm-ot 17 éves korában írta Gill Hunt írói álnéven. Teljes munkaidőben csak 1958-ban kezdett írni. Tisztként szolgált a brit Brit Királyi Légierő kötelékében 1953 és 1955 között. Megnősült 1958. július 12-én, házastársa Marjorie Rosamond Sauer.
Brunner kapcsolata a kortárs brit, újhullámos írókkal nem volt zökkenőmentes. Ők úgy tartották, hogy Brunner „túl amerikai” a stílusa és témái miatt. Megpróbált sikertelenül bekerülni az irodalom fősodrába az 1980-as években. Halála előtt legtöbb könyve már nem volt kapható, mert nem nyomtatták újra. Brunner a kiadókat hibáztatta és azzal vádolta őket, hogy összeesküdtek ellene, bár bizonyára tisztában volt vele, hogy ő egy nehéz eset (a kiadókkal való egyezkedéssel a felesége foglalkozott).
Brunner egészsége az 1980-as években rohamosan hanyatlani kezdett, majd még rosszabb állapotba került a felesége 1986-os halála után. 1991. szeptember 27-én újranősült, felesége Li Yi Tan. Brunner 1995. augusztus 25-én halt meg Glasgowban, ahol a World Science Fiction Convention rendezvényén szívinfarktust kapott.

## Irodalmi munkássága
Eleinte hagyományos űroperákat írt, majd regényírással kísérletezett. 1968-as regénye, a Zanzibár, nagymértékben alkalmazza John Dos Passos szerkesztési stílusát, amit ő a USA trilogy-ban vezetett be. 
A The Jagged Orbit (1969) az Egyesült Államokban játszódik, ahol a fegyverek jelentik a hatalmat. A regény 100 fejezetből áll, amik hossza igen változó, az egyetlen szótagtól a több oldalig. A The Sheep Look Up (1972) egy ökológiai katasztrófát ábrázol az USA-ban. Brunner itt vezeti be a „számítógépes féreg” fogalmát és megjósolja a számítógépes vírusok elterjedését. 1975-ös regénye, a The Shockwave Rider olyan szoftvert ír le, ami reprodukálja önmagát egy számítógépes hálózaton. Ez, és a Zanzibár a „Római Negyed” nevet kapták az olvasóktól, mivel a Római Klub 1972-es jelentéséhez (A növekedés határai) hasonlóan figyelmeztettek a túlnépesedés veszélyeire.
Brunner írói álnevei: K. H. Brunner, Gill Hunt, John Loxmith, Trevor Staines, Ellis Quick, Henry Crosstrees Jr. és Keith Woodcott.
A regények mellett Brunner verseket is írt és több fizetetlen szócikket különböző kiadványokba, elsősorban rajongói kiadványokba (fanzin). Tizenhárom cikket közölt tőle a New Scientist és megjelent egy cikke A sci-fi jelentősége az oktatásban címmel a Physics Education-ben. Brunner aktív tagja volt a Campaign for Nuclear Disarmament szervezetnek (=Kampány a nukleáris leszerelésért). Megírta a „The H-Bomb's Thunder” szövegét, amit a felvonulók az Aldermaston Marches rendezvényén énekeltek. Megkapta a Guest of Honour címet az első European Science Fiction Convention rendezvényen (Eurocon-1), amit Triesztben tartottak, 1972-ben.

## Filmek és tévé
John Brunner 1967-ben megírta a The Terrornauts című sci-fi film forgatókönyvét, amit az Amicus Productions vitt filmre.
Két történetét, a "Some Lapse of Time" és a "The Last Lonely Man" címűt tévéjátékká alakítottak a BBC Out of the Unknown című sci-fi sorozatában, amiből az első évad 1965-ben ment.

## Bibliográfia

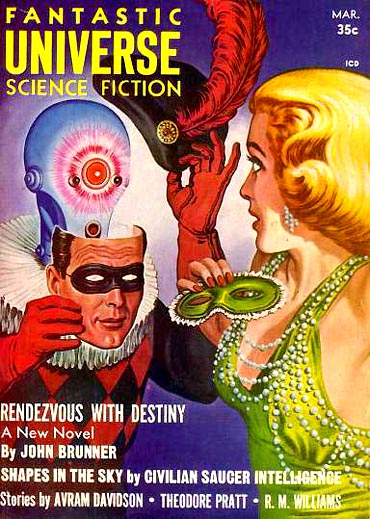
Brunner elbeszélése, a "Rendezvous With Destiny" címlapot kapott a Fantastic Universe 1958-as márciusi számában

### Sci-fi és fantasy regényei
- Galactic Storm (1951) (as Gill Hunt)
- Threshold of Eternity Ace D-335 (1959)
- The 100th Millennium Ace D-362 (1959) (based on "Earth Is But a Star", revised as Catch a Falling Star Ace G-761 (1968))
- Echo in the Skull Ace D-385 (1959) (revised as Give Warning to the World DAW 112 1974 )
- The World Swappers Ace D-391 (1959)
- The Brink Gollancz (1959)
- Slavers of Space Ace D-421 (1960) (revised as Into the Slave Nebula Lancer (1968))
- The SkynappersAce D-457 (1960)
- The Atlantic Abomination Ace D-465 (1960)
- Sanctuary in the Sky Ace D-471 (1960)
- I Speak for Earth Ace D-497 (1961) (as Keith Woodcott)
- Meeting at Infinity Ace D-507 (1961)
- Secret Agent of Terra Ace F-133 (1962) (revised as The Avengers of Carrig Dell (1969). Book 1 of the "Zarathustra Refugee Planets" series.)
- The Super Barbarians Ace D-547 (1962)
- The Ladder in the Sky Ace F-141 (1962) (as Keith Woodcott)
- The Dreaming Earth Pyramid F-829 (1963) (revision of 1961 serial "Put Down This Earth")
- The Psionic Menace Ace F-199 (1963) (as Keith Woodcott)
- Listen! The Stars! Ace F-215(1963) (revised as The Stardroppers DAW 23 (1972))
- The Astronauts Must Not Land Ace F-227 (1963) (revised in 1973 as More Things in Heaven Dell (1973))
- The Space-Time Juggler Ace F-227 (1963)(also published as The Wanton of Argus)
- Castaways' World Ace F-242 (1963) (revised as Polymath. DAW UQ1089 (1974). Book 2 of the "Zarathustra Refugee Planets" series.)
- The Rites of Ohe Ace F-242(1963)
- To Conquer Chaos Ace F-277 (1964), DAW 422 (1981)
- Endless Shadow Ace F-299 (1964) (revised as Manshape DAW 498)
- The Whole Man Ballantine (1964) (also published as Telepathist Faber and Faber (1965))
- The Martian Sphinx Ace F-320 (1965) (as Keith Woodcott)
- Enigma from Tantalus Ace M-115 (1965)
- The Repairmen of Cyclops Ace M-115 (1965). Book 3 of the "Zarathustra Refugee Planets" series.
- The Altar on Asconel Ace M-123 (1965) (serialised as The Altar on Asconel)
- The Day of the Star Cities Ace F-361 (1965) (revised as Age of Miracles, Ace (1973), Sidgwick & Jackson (1973))
- The Long Result Faber & Faber (1965), Ballantine U2329 (1966), Penguin 2804 (1968)
- The Squares of the City Ballantine (1965), Penguin 2686 (1969)
- A Planet of Your Own Ace G-592 (1966)
- The Productions of Time Signet (1967), Penguin 3141 (1970), DAW 261 (1977)
- Born Under Mars Ace G-664 (1967)
- Quicksand Doubleday (1967), Bantam S4212 (1969), DAW 1245 (1976)
- Bedlam Planet Ace G-709 (1968), Del Rey (1982)
- Stand on Zanzibar Doubleday (1968), Ballantine 01713 (1969), Arrow (1971), Millennium (1999), Orb (2011)
- The Evil That Men Do Belmont (1969)
- Double, Double Ballantine 72019 (1969)
- The Jagged Orbit Ace Special (1969), Sidgwick & Jackson (1970), DAW 570 (1984), Gollancz (2000)
- Timescoop Dell 8916 (1969), Sidgwick & Jackson (2972), DAW 599 (1984)
- The Gaudy Shadows Constable (1970), Beagle (9171)
- The Wrong End of Time Doubleday (1971), DAW 61 (1973)
- The Dramaturges of Yan Ace (1972), New English Library (1974), Del Rey (1982)
- The Sheep Look Up Harper & Row (1972), Ballantine (1973), Quartet (1977)
- The Stone That Never Came Down Doubleday (1973), DAW 133 (1984), New English Library (1976)
- Total Eclipse Doubleday (1974), DAW 162 (1975), Orbit (1976)
- Web of Everywhere Bantam (1974), New English Library (1977) (also published as The Webs of Everywhere Del Rey (1983))
- The Shockwave Rider Harper & Row (1975), Ballantine (1976), Orbit (1977)
- The Infinitive of Go Del Rey (1980), Magnum (1981)
- Players at the Game of People Del Rey (1980)
- The Crucible of Time Del Rey (1983), Arrow (1984)
- The Tides of Time Del Rey (1984), Penguin (1986)
- The Shift Key Methuen (1987)
- Children of the Thunder Del Rey (1989), Orbit (1990)
- A Maze of Stars Del Rey (1991)
- Muddle Earth Del Rey (1993)

### Kémtörténet
- A Plague on Both Your Causes Hodder & Stoughton (1969) (also published as Blacklash Pyramid T-2107 (1969))
- Good Men Do Nothing Hodder & Stoughton (1971), Pyramid T2443 (1971)
- Honky in the Woodpile Constable (1971)

### Gyűjteményes kiadások
- No Future in It Gollancz (1962). Doubleday (1964), Panther (1965), Curtis (1969)
- Times Without Number Ace F-161(1962) (revised and expanded Ace (1969))
- Now Then! Mayflower-Dell (1965) (also published as Now Then Avon (1968))
- No Other Gods But Me Compact F317 (1966)
- Out of My Mind (Ballantine (1967); abridged variant, NEL (1968))
- Not Before Time NEL (1968)
- The Traveler in Black Ace Special (1971) (revised and expanded by 1 story as The Compleat Traveller in Black Bluejay (1986))
- From This Day Forward Doubleday (1972), DAW 72 (1973)
- Entry to Elsewhen DAW 26 (1972)
- Time-Jump Dell (1973)
- The Book of John Brunner DAW 177 (1976)
- Interstellar Empire DAW 208 (1976) (a collection of a novella and two "Ace Double" halves: The Altar on Asconel, "The Man from the Big Dark" and The Space-Time Juggler (under the title of The Wanton of Argus))
- Foreign Constellations Everest House (1980)
- The Best of John Brunner Del Rey (1988)
- Victims of the Nova Arrow (1989) (Complete Zarathustra Refugee Planets series. Omnibus of Polymath, Secret Agent of Terra and The Repairmen of Cyclops)
- The Man Who Was Secrett and Other Stories Ramble House (2013)

### Költészet
- Life in an Explosive Forming Press (1970)
- Trip: A Sequence of Poems Through the USA (1971)
- A Hastily Thrown Together Bit of Zork (1974)
- Tomorrow May Be Even Worse (1978)
- A New Settlement of Old Scores (1983)

### Műfaji megjelölés nélkül
- The Crutch of Memory Barrie & Rockliff (1964) Conventional novel set in Greece.[14]
- Wear the Butcher's Medal Pocket (1965) Mystery set in Europe featuring neo-Nazis.[14]
- Black Is the Color Pyramid (1969, republished in 2015) Horror fiction about the "swinging London" underground in the 1960s.
- The Devil's Work W. W. Norton & Company (1970) Centres around a modern-day Hellfire Club.
- The Great Steamboat Race Ballantine (1983) Historical fiction based on an actual event.[15]
- The Days of March Kerosina (1988) Novel about the early days of the Campaign For Nuclear Disarmament.

### Pornográf irodalom
- The Incestuous Lovers (1969) (as Henry Crosstrees, Jr.) Original title Malcolm and Sarah[16]
- Ball in the Family (1973) (as Ellis Quick)[17]

## Magyarul
- A Yan játékmesterei. Tudományos fantasztikus regény; ford. Nemes László, utószó Buda Béla; Kozmosz Könyvek, Bp., 1978 (Kozmosz fantasztikus könyvek)
- Teljes napfogyatkozás; ford. Gálvölgyi Judit; Háttér–Vega MSFE, Bp., 1989
- A kozmosz hiénái; ford. Balázs Éva; Cédrus, Bp., 1992
- Zanzibár; ford. F. Nagy Piroska; Metropolis Media, Bp., 2015 (Galaktika fantasztikus könyvek)